# Muntiacus gongshanensis
Muntiacus gongshanensis — вид парнокопитних ссавців родини оленеві (Cervidae). Досить рідкісна і маловідома тварина з китайської провінції Юньнань і прикордонних з нею районів Тибету та М'янми. Виявлений вперше у 1990 році.

## Опис
Висота тіла в холці сягає 47-61 см, вага — 18-24 кг. Вид схожий на мунтжака чорного. Відрізняється від нього каштановим забарвленням тіла та меншими розмірами.